# Mireia Miró Varela
Mireia Miró Varela  (* 31. Juli 1988 in Barcelona) ist eine spanische Skibergsteigerin.
Miró begann 2005 mit dem Skibergsteigen. Mit der Teilnahme am Cronoescalada in Cerler bestritt sie 2006 ihren ersten Wettkampf und belegte den zweiten Platz in der Juniorenwertung. Sie war 2006 Mitglied der spanischen Nationalmannschaft Skibergsteigen (Equipo PNTD Esquí de Montaña). Sie ist „High Level-Athletin“ des Hohen Sportrates (Consejo Superior de Deportes) der spanischen Regierung (Nr. 47.641.303 - Moñana y Escalada).

## Erfolge (Auswahl)
- 2007:
  - 1. Platz der Junioren bei der Europameisterschaft Einzel
  - 1. Platz der Junioren bei der Europameisterschaft Staffel (mit Kílian Jornet Burgadá und Marc Pinsach Rubirola)
  - 1. Platz der Junioren bei der Traça Catalana
- 2011:
  - 1. Platz beim Skibergsteigen-Wettbewerb Mountain Attack